# Candela Fernández
Candela Fernández es una actriz española de cine, teatro y televisión, reconocida principalmente por su aparición en la película Los cronocrímenes y por su extensa carrera teatral. Inició su trayectoria en el cine y la televisión española a finales de la década de 1990.

## Filmografía

### Cine
- 2013 - Casi inocentes
- 2011 - La voz dormida
- 2010 - Don Mendo Rock ¿La venganza?
- 2010 - La herencia Valdemar II: La sombra prohibida
- 2010 - Secuestrados
- 2010 - La balada del estrecho
- 2010 - Donde el olor del mar no llega
- 2008 - Algo habrán hecho
- 2008 - Bajo el mismo cielo
- 2007 - Los cronocrímenes
- 2007 - ¿Y a mí quién me cuida?
- 2005 - Desde que amanece apetece
- 2005 - Agua con sal
- 2005 - Viure sense por
- 1998 - Yerma

### Televisión
- 2019 - La otra mirada
- 2018 - Cuéntame cómo pasó
- 2017 - Servir y proteger
- 2016 - Centro médico
- 2013 - El tiempo entre costuras
- 2013 - Amar es para siempre
- 2009 - La Mari 2
- 2008 - Lex
- 2008 - El internado
- 2007 - Desaparecida
- 2006 - El comisario
- 2005 - Le dernier seigneur des Balkans
- 2003 - Aquí no hay quien viva
- 2003 - La Mari
- 2003 - Hospital Central